# Pristimantis quinquagesimus
Pristimantis quinquagesimus är en groddjursart som först beskrevs av Lynch och Linda Trueb 1980.  Pristimantis quinquagesimus ingår i släktet Pristimantis och familjen Strabomantidae. IUCN kategoriserar arten globalt som sårbar. Inga underarter finns listade i Catalogue of Life.